# Taonan
Taonan (洮南市S, TáonánP) è una città-contea della Cina, situata nella provincia di Jilin e amministrata dalla prefettura di Baicheng.